# Juan Manuel Delgado Lloria
Juan Manuel Delgado Lloria (født 17. november 1990) er en spansk fodboldspiller, som spiller for den japanske fodboldklub Omiya Ardija.